# 독일의 마천루 목록

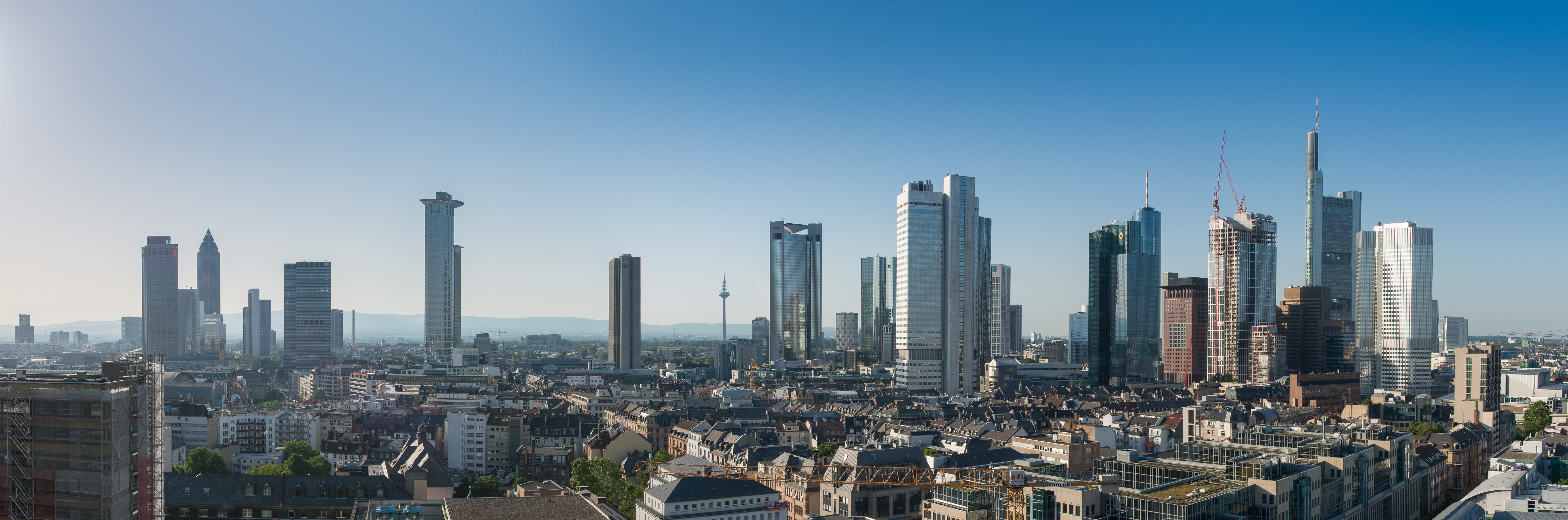
2013년 6월의 프랑크푸르트 스카이라인

독일의 마천루 목록이다. 이 목록에는 구조 최소 높이가 있는 독일의 마천루가 나열되어 있다. 고층 건물만 표시되나, 송전탑, 텔레비전 또는 통신탑, 교회탑, 굴뚝 또는 이와 유사한 구조물은 표시되지 않는다.

## 개요
고층 건물의 건설은 독일 도시에서는 일반적이지 않으며, 특히 전통적으로 첨탑이 가장 큰 구조물인 도심에서는 그렇지 않다. 프랑크푸르트만이 국제금융중심지로서의 경제적인 면모로 인해 도심에 고층 건물과 마천루의 스카이라인을 개발했다. 독일의 총 15개 고층 건물 중, 높이가 150 미터 (492 ft)인 건물을 의미하는 14개가 프랑크푸르트에 있다. 고층 건물은 베를린, 쾰른, 뮌헨, 뒤셀도르프, 에센, 함부르크 및 라이프치히에서 찾을 수 있다.

## 가장 높은 마천루
이 목록은 높이가 100 미터 (328 ft) 이상인 독일의 마천루를 표시한다. 여기에는 첨탑 및 건축 세부사항이 포함되지만 안테나 마스트는 포함되지 않는다.
| 순위 | 이름                                 | 사진 | 도시                | 높이 (m) | 높이 (ft) | 층수 | 완공 연도 | 비고 |
| ---- | ------------------------------------ | ---- | ------------------- | -------- | --------- | ---- | --------- | --- |
| 1    | 코메르츠방크 타워                    |      | 프랑크푸르트        | 300      | 985       | 56   | 1997      | 1997년에서 2003년까지 유럽에서 가장 높은 마천루였다. 1997년에서 2011년까지 유럽 연합에서 가장 높은 마천루였다. 코메르츠방크의 본부다.       |
| 2    | 메세투름                             |      | 프랑크푸르트        | 256.5    | 841.5     | 55   | 1990      | 1990년에서 1997년까지 유럽에서 가장 높은 마천루였다. 주 임차인은 골드만삭스와 톰슨 로이터다.                                                |
| 3    | 웨스트엔드 스트라세 1                |      | 프랑크푸르트        | 208.0    | 682.4     | 53   | 1993      | DZ 뱅크의 본사다. |
| 4    | 마인 타워                            |      | 프랑크푸르트        | 200.0    | 656.2     | 55   | 1999      | 안테나를 포함한 높이는 240미터다. 주요 거주자는 헤센 튀링겐 란데스방크와 스탠더드 & 푸어스다.                                               |
| 4    | 타워 185                             |      | 프랑크푸르트        | 200.0    | 656.2     | 55   | 2011      | 주 임차인은 프라이스워터하우스쿠퍼스다. |
| 6    | 트리아농                             |      | 프랑크푸르트        | 186.0    | 610.2     | 45   | 1993      | 주 임차인은 데카뱅크다. |
| 7    | 시트 오브 더 유러피안 센트럴 뱅크    |      | 프랑크푸르트        | 185.0    | 607.0     | 45   | 2014      | 안테나를 포함한 높이는 201미터다. 유럽 중앙은행의 새로운 본부다.                                                                            |
| 8    | 오페른투름                           |      | 프랑크푸르트        | 170.0    | 557.7     | 42   | 2009      | 주 임차인은 UBS다. |
| 8    | 타우누스투름                         |      | 프랑크푸르트        | 170.0    | 557.7     | 40   | 2014      | |
| 10   | 질버투름                             |      | 프랑크푸르트        | 166.3    | 545.6     | 32   | 1978      | 1978년부터 1990년까지 독일에서 가장 높은 마천루였다. 2009년 코메르츠방크와 합병한 드레스덴 은행의 전 본사다. 주요 거주자는 이제 독일철도다. |
| 11   | 포스트 타워                          |      | 본                  | 162.5    | 533.1     | 42   | 2002      | 도이체 포스트 본사와 DHL. |
| 12   | 웨스트앤드 게이트                    |      | 프랑크푸르트        | 159.3    | 522.6     | 47   | 1976      | 1976년부터 1978년까지 독일에서 가장 높은 마천루였다. 주 임차인은 메리어트 프랑크푸르트 호텔이다.                                            |
| 13   | 도이치 은행 1                        |      | 프랑크푸르트        | 155.0    | 508.5     | 40   | 1984      | 도이치은행 본사다. |
| 14   | 도이치 은행 2                        |      | 프랑크푸르트        | 155.0    | 508.5     | 38   | 1984      | 도이치은행 본사다. |
| 15   | 스카이퍼                             |      | 프랑크푸르트        | 153.8    | 504.6     | 38   | 2004      | 주 임차인은 데카뱅크다. |
| 16   | 쾰른투름                             |      | 쾰른                | 148.1    | 485.9     | 43   | 2001      | 안테나를 포함한 높이는 165미터다. |
| 17   | 유로타워                             |      | 프랑크푸르트        | 148.0    | 485.6     | 39   | 1977      | 유럽 중앙은행의 현재 본부다. ECB는 현재 새롭고 더 큰 본부인 시트 오브 더 유러피안 센트럴 뱅크는 공사중이다.                                 |
| 18   | 콜로니아 하우스                      |      | 쾰른                | 147.0    | 482.3     | 42   | 1973      | 1973년부터 1976년까지 독일에서 가장 높은 마천루였다. 독일에서 가장 높은 주거 전용 마천루이다.                                               |
| 18   | 아틀란틱 호텔 세일 시티              |      | 브레머하펜          | 147.0    | 482.3     | 23   | 2008      | 지붕 꼭대기는 86미터이지만 건축용 첨탑은 공식적인 높이로 간주된다. 주 임차인은 아틀란틱 호텔이다.                                           |
| 20   | 호크하우스 업타운 뮌헨               |      | 뮌헨                | 146.0    | 479.0     | 38   | 2004      | 텔레포니카 게르만 본사다. |
| 21   | 옌 타워                              |      | 예나                | 144.5    | 474.1     | 32   | 1972      | 1972년부터 1973년까지 독일에서 가장 높은 마천루였다. 인터샵 커뮤니케이션즈 본사다.                                                          |
| 22   | 프랑크푸르터 부호 센터               |      | 프랑크푸르트        | 142.4    | 467.2     | 40   | 1980      | 주 임차인은 클리퍼드 찬스다. |
| 23   | 시티 하우스                          |      | 프랑크푸르트        | 142.1    | 466.2     | 42   | 1974      | 주 임차인은 DZ 뱅크다. |
| 24   | 시티 호흐하우스 라이프치히           |      | 라이프치히          | 142.0    | 465.9     | 36   | 1972      | 안테나를 포함한 높이는 153 미터다. 주 임차인은 유럽에너지거래소다.                                                                          |
| 25   | 부호투름 도이체 웰레                 |      | 쾰른                | 138.0    | 452.8     | 34   | 1978      | 독일의 소리의 전 본부. |
| 26   | 갈릴레오                             |      | 프랑크푸르트        | 136.0    | 446.2     | 38   | 1999      | 주 임차인은 코메르츠방크다. |
| 26   | 넥스타워                             |      | 프랑크푸르트        | 136.0    | 446.2     | 32   | 2009      | 팔레 까르띠에 콤플렉스의 일부다. |
| 28   | 비즈니스 타워 뉘른베르크             |      | 예나                | 135.0    | 442.9     | 34   | 1999      | 뉘른베르크 보험 그룹의 본부다. |
| 29   | 우니 센터 쾰른                       |      | 쾰른                | 134.0    | 439.6     | 42   | 1973      | 주거용 타워다. |
| 30   | 폴룩스                               |      | 프랑크푸르트        | 130.0    | 426.5     | 33   | 1997      | 카스터와 폴룩스 단지의 일부다. |
| 31   | 가든 타워                            |      | 프랑크푸르트        | 127.0    | 416.7     | 25   | 1976      | 주 임차인은 소시에테 제네랄다. 헤센 튀링겐 란데스방크의 전 본부다.                                                                          |
| 31   | RWE 타워                             |      | 에센                | 127.0    | 416.7     | 30   | 1996      | RWE의 본부다. |
| 33   | 하이라이트 1                         |      | 뮌헨                | 126.0    | 413.4     | 33   | 2004      | 주 임차인은 롤란드 베르거 전략 컨설턴트다.                                                                                                  |
| 34   | 파크 인 베를린                       |      | 베를린              | 125.0    | 410       | 41   | 1969      | |
| 34   | 트렙타워                             |      | 베를린              | 125.0    | 410.1     | 32   | 1998      | |
| 36   | 아 라그 타워                         |      | 뒤셀도르프          | 124.9    | 409.8     | 32   | 2001      | |
| 37   | LVA 하우프트게보이데                 |      | 뒤셀도르프          | 123.0    | 403.5     | 29   | 1976      | |
| 38   | 시티 타워                            |      | 오펜바흐            | 120.0    | 393.7     | 32   | 2003      | |
| 39   | 마리팀 트라베뮌데                    |      | 트라베뮌데          | 119.0    | 390.4     | 35   | 1974      | |
| 40   | 스테글리저 크레이셀                  |      | 베를린              | 118.5    | 388.5     | 30   | 1980      | |
| 41   | 주펜스터                             |      | 베를린              | 118.0    | 387.1     | 32   | 2012      | |
| 42   | 메쎄 토어하우스                      |      | 프랑크푸르트        | 117.0    | 383.9     | 30   | 1984      | |
| 43   | UN 호흐하우스                        |      | 본                  | 115.0    | 377.3     | 31   | 1969      | 랑거 오이겐으로 잘 알려져 있다. |
| 43   | 도린트 호텔 타워                     |      | 아우크스부르크      | 115.0    | 377.3     | 35   | 1972      | |
| 43   | 재팬 타워                            |      | 프랑크푸르트        | 115.0    | 377.3     | 28   | 1996      | |
| 43   | 파크 타워                            |      | 프랑크푸르트        | 115.0    | 377.3     | 29   | 2007      | |
| 47   | 히포 하우스                          |      | 뮌헨                | 113.7    | 373.0     | 27   | 1981      | |
| 48   | 하이라이트 타워즈 2I                 |      | 뮌헨                | 113.0    | 370.7     | 28   | 2004      | |
| 49   | 웨스트하펜 타워                      |      | 프랑크푸르트        | 112.3    | 368.4     | 30   | 2003      | |
| 50   | TÜV 라인란트                         |      | 쾰른                | 112.0    | 367.5     | 22   | 1974      | |
| 50   | IBC 센터                             |      | 프랑크푸르트        | 112.0    | 367.5     | 30   | 2003      | |
| 52   | 부호 센터 니벨룽겐플라츠             |      | 프랑크푸르트        | 110.0    | 360.9     | 27   | 1966      | |
| 52   | 유로테움                             |      | 프랑크푸르트        | 110.0    | 360.9     | 31   | 1999      | |
| 52   | 엘베 필하모닉 홀                     |      | 함부르크            | 110.0    | 360.9     | 16   | 2017      | |
| 55   | 링투름                               |      | 쾰른                | 109.1    | 357.9     | 26   | 1955      | |
| 56   | 노이에 마인츠 스트라세 32-36         |      | 프랑크푸르트        | 108.6    | 356.3     | 28   | 1973      | |
| 57   | 래디슨 블루 호텔 함부르크            |      | 함부르크            | 108.0    | 354.3     | 32   | 1973      | |
| 57   | 빅토리아 하우스                      |      | 뒤셀도르프          | 108.0    | 354.3     | 29   | 1998      | |
| 59   | 에센 시티 홀                         |      | 에센                | 106.0    | 347.8     | 23   | 1979      | |
| 59   | 데비스 하우스                        |      | 베를린              | 106.0    | 347.8     | 22   | 1997      | |
| 61   | 랜드 앤 쾰른 법원                    |      | 쾰른                | 105.0    | 344.5     | 25   | 1981      | |
| 62   | 쾰른 전망대                          |      | 쾰른                | 103.2    | 338.6     | 29   | 2006      | |
| 63   | 유로파 센터                          |      | 베를린              | 103.0    | 337.9     | 22   | 1965      | |
| 63   | SV 호흐하우스                        |      | 뮌헨                | 103.0    | 337.9     | 28   | 2008      | |
| 65   | 프리드리히 엥겔혼 호흐하우스         |      | 루트비히스하펜      | 102.0    | 334.6     | 28   | 1957      | BASF의 전 본부다. BASF-호흐하우스 E100으로 잘 알려져 있다.                                                                                  |
| 65   | 헤라클레스 호흐하우스                |      | 쾰른                | 102.0    | 334.6     | 31   | 1969      | |
| 65   | 쿠담 광장                            |      | 베를린              | 102.0    | 334.6     | 20   | 1974      | |
| 65   | 아파트먼트 호흐하우스 암 콜리니 센터 |      | 만하임              | 102.0    | 334.6     | 32   | 1975      | |
| 65   | 도이칠란트라디오 투름                |      | 쾰른                | 102.0    | 334.6     | 19   | 1975      | |
| 70   | 문스부르크 투름 I                    |      | 함부르크            | 101.4    | 332.7     | 29   | 1973      | |
| 71   | 네카르프롬나드 본투름 1              |      | 만하임              | 101.3    | 332.3     | 30   | 1975      | |
| 71   | 네카르프롬나드 본투름 2              |      | 만하임              | 101.3    | 332.3     | 30   | 1975      | |
| 71   | 네카르프롬나드 본투름 3              |      | 만하임              | 101.3    | 332.3     | 30   | 1975      | |
| 74   | BMW 본사 빌딩                        |      | 뮌헨                | 101.0    | 331.4     | 22   | 1973      | |
| 74   | 마리팀 클럽호텔                      |      | 팀멘도르퍼 슈트란트 | 101.0    | 331.4     | 32   | 1973      | |
| 74   | 반타워                               |      | 베를린              | 103.0    | 331.4     | 25   | 2000      | |
| 74   | 콜호프 타워                          |      | 베를린              | 101.0    | 331.4     | 25   | 1999      | |
| 77   | 홀리데이 인 프랑크푸르트 시티 사우스 |      | 프랑크푸르트        | 100.0    | 328.1     | 25   | 1972      | |
| 77   | 샤리떼                               |      | 베를린              | 100.0    | 328.1     | 21   | 1982      | |
| 77   | 디 피라미드                          |      | 베를린              | 100.0    | 328.1     | 23   | 1995      | |
| 77   | 렐링 하우스 2                        |      | 에센                | 100.0    | 328.1     | 21   | 1999      | |

## 공사중인 가장 높은 마천루
이 목록은 현재 독일에서 공사중인 마천루의 높이가 100 미터 (328 ft) 이상인 마천루의 순위를 매긴다. 여기에는 첨탑 및 건축 세부사항이 포함되지만 안테나 마스트는 포함되지 않는다.
| 이름        | 도시         | 높이 (m) | 높이 (ft) | 층수 | 완공 예상 |
| ----------- | ------------ | -------- | --------- | ---- | --------- |
| 옴니투름    | 프랑크푸르트 | 185      | 607       | 48   | 2018      |
| 더 그랜드   | 프랑크푸르트 | 172      | 565       | 50   | 2018      |
| 마리엔투름  | 프랑크푸르트 | 155      | 509       | 35   | 2019      |
| 헤닝거 타워 | 프랑크푸르트 | 140      | 459       | 30   | 2016      |
| 어퍼웨스트  | 베를린       | 118      | 387       | 33   | 2017      |
| 윈엑스      | 프랑크푸르트 | 110      | 360       | 27   | 2018      |
| 게바 타워   | 펠바흐       | 107      | 351       | 34   | 2016      |

## 가장 높은 제안/승인된 마천루
이 목록은 독일에서 최소 100m 높이에 계획되고 승인된 마천루의 순위를 매긴다. 여기에는 첨탑 및 건축 세부사항이 포함되지만 안테나 마스트는 포함되지 않는다.
| 이름                                       | 도시         | 높이 (m) | 높이 (ft) | 완공 예상 |
| ------------------------------------------ | ------------ | -------- | --------- | --------- |
| 밀레니엄 타워                              | 프랑크푸르트 | 369.0    | 1,210.6   | 2024      |
| 하덴베르그                                 | 베를린       | 209      | 685       | -         |
| 호흐하우스 콤플렉스 노이에 마인츠 슈트라세 | 프랑크푸르트 | 197      | 646       | -         |
| 다운타운 주                                | 베를린       | 178      | 583       | -         |
| 에스트렐 호텔 호흐하우스                   | 베를린       | 176      | 577       | -         |
| 타워 1                                     | 프랑크푸르트 | 180      | 590       | -         |
| DZ 뱅크 호흐하우스                         | 프랑크푸르트 | 175      | 574       | -         |
| 까르띠에 엘브 브레켄                       | 함부르크     | 150      | 492       | 2025      |
| 하인즈 호흐하우스                          | 베를린       | 150      | 492       | 2017      |
| 알렉사 호흐하우스                          | 베를린       | 150      | 492       | -         |
| 피닉스 타워                                | 도르트문트   | 150      | 492       | -         |
| 호흐하우스 암 에헴리젠 경찰 본부           | 프랑크푸르트 | 145      | 475       | -         |
| 캠퍼스 보켄하임, 부호투름 1                | 프랑크푸르트 | 140      | 459       | -         |
| 국제무역센터                               | 뒤셀도르프   | 140      | 459       | -         |
| 호흐하우스 암 데어 마트호이스 교회         | 프랑크푸르트 | 130      | 426       | -         |
| 프랑크푸르터 저축은행 호흐하우스           | 프랑크푸르트 | 130      | 426       | -         |
| 어퍼노드 타워                              | 뒤셀도르프   | 125      | 410       | 2017      |
| 더 스퀘어³                                 | 베를린       | 118      | 387       | 2016/2017 |
| 호흐하우스 안 데어 하펜 슈트라세           | 프랑크푸르트 | 110      | 360       | -         |
| 미디어 슈프레 (레지던셜 타워 1)            | 베를린       | 110      | 360       | -         |
| 스카이뷰                                   | 뒤셀도르프   | 105      | 344       | 2017/18   |
| 쉬태트투름                                 | 보훔         | 105      | 344       | -         |
| 메신탕 수드                                | 프랑크푸르트 | 100      | 328       | 2018      |
| 포르쉐 디자인 타워                         | 프랑크푸르트 | 100      | 328       | 2018      |
| 호흐하우스 암 괴르델러링                   | 라이프치히   | 100      | 328       | -         |
| 쿼티어 M                                   | 뒤셀도르프   | 100      | 328       | -         |
| 호흐하우스 안 데어 엠저 브뤼케 1           | 프랑크푸르트 | 100      | 328       | -         |
| 캠퍼스 보켄하임, 부호투름 2                | 프랑크푸르트 | 100      | 328       | -         |
| 미디어 슈프레 (레지던셜 타워 2)            | 베를린       | 100      | 328       | -         |

## 스카이라인

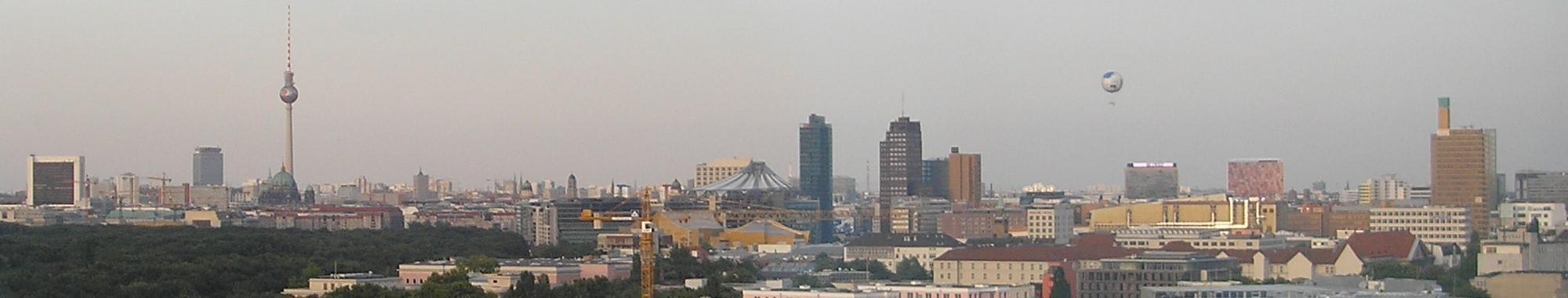
2006년 6월 베를린 스카이라인

## 가장 높은 마천루의 타임라인
| 이름                         | 사진 | 도시           | 높이 (m) | 높이 (ft) | 층수 | 가장 긴 연도       |
| ---------------------------- | ---- | -------------- | -------- | --------- | ---- | ------------------ |
| 코메르츠방크 타워            |      | 프랑크푸르트   | 300      | 850       | 56   | 1997–현재          |
| 메세투름                     |      | 프랑크푸르트   | 257      | 843       | 55   | 1990–1997          |
| 질버투름                     |      | 프랑크푸르트   | 166      | 545       | 32   | 1978–1990          |
| 웨스트앤드 게이트            |      | 프랑크푸르트   | 159      | 522       | 47   | 1976–1978          |
| 콜로니아 호흐하우스          |      | 쾰른           | 147      | 482       | 42   | 1973–1976          |
| 시티 호흐하우스라이프치히    |      | 라이프치히     | 143      | 468       | 36   | 1972–1973          |
| 바이엘 호흐하우스            |      | 레버쿠젠       | 122      | 400       | 29   | 1963–1972 (파괴됨) |
| 프리드리히 엥겔혼 호흐하우스 |      | 루트비히스하펜 | 102      | 335       | 28   | 1957–1963 (파괴됨) |

## 같이 보기
- 마천루 목록
- 유럽 연합의 마천루 목록